# Benoît XI
Pour les articles homonymes, voir Benoît et Saint Benoît.
Nicolas Boccasini, élu pape sous le nom de Benoît XI, né en 1240 à Trévise dans le Saint-Empire romain germanique et mort le 7 juillet 1304 à Pérouse, est le 194e pape de l’Église catholique de 1303 à 1304. C'est le deuxième pape issu de l'ordre dominicain.

## Biographie

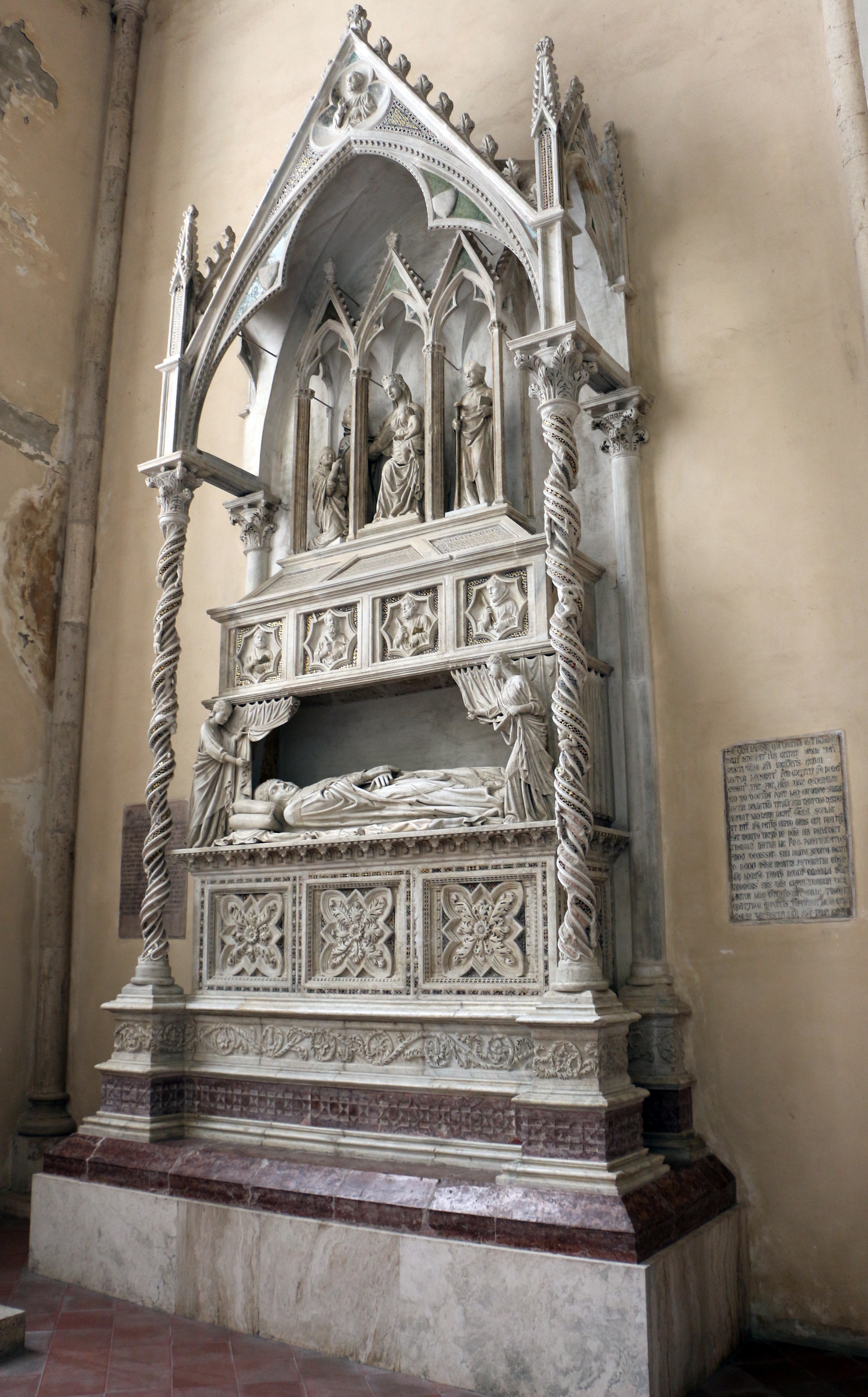
Tombeau.

Fils d'un berger de Trévise, il avait été maître d'école. Entré chez les dominicains, il devint maître de l'ordre des Prêcheurs. Il est créé cardinal en 1298 par Boniface VIII, puis est élu pape en octobre 1303 à la mort de ce dernier.
Par amour de la paix, il chercha à réconcilier la papauté avec Philippe le Bel : annulation des bulles lancées par son prédécesseur ; amnistie accordée aux frères Jacques Colonna et Pierre Colonna sans pour autant les réintégrer au Sacré Collège. Cependant il écarta de l'amnistie les coupables directs de l'attentat d'Anagni : Sciarra Colonna et Nogaret, en fulminant contre eux la bulle d'excommunication 
Flagitiosum Scelus, du 7 juin 1304, les citant à comparaître devant son tribunal, dans le délai d'un mois, à Pérouse, sous peine d'être condamnés par contumace. Nogaret, pour sa part, ne se présentant pas, est resté canoniquement sous le coup de la sentence d'excommunication.
Après cinq mois de présence à Rome, il décida de s'établir à Pérouse où il mourut le 7 juillet 1304.
Peu avant sa mort, Benoît XI avait annulé presque toutes les mesures prises par son prédécesseur Boniface VIII contre Philippe le Bel (dont une menace d'excommunication), mais en gardant dans sa mire quelques mandataires du roi, notamment Guillaume de Nogaret, qu'il avait cité à comparaître, mais qui s'abstint de se présenter. Le pape s'apprêtait à le condamner par contumace au moment où il mourut. Des mauvaises langues de l'époque ont prétendu qu'il avait été empoisonné par des figues envoyées par Nogaret, mais cette accusation n'est pas prouvée. Jean Favier, dans Les Papes d'Avignon, parle simplement d'indigestion pour avoir trop mangé de figues fraîches.
Il a été béatifié le 24 avril 1736 par le pape Clément XII.

## Source
Cet article comprend des extraits du Dictionnaire Bouillet. Il est possible de supprimer cette indication, si le texte reflète le savoir actuel sur ce thème, si les sources sont citées, s'il satisfait aux exigences linguistiques actuelles et s'il ne contient pas de propos qui vont à l'encontre des règles de neutralité de Wikipédia.
- Dictionnaire encyclopédique Grolier 1960